# Mioka
Mioka (美丘?, Mioka) è un dorama stagionale estivo in 10 puntate di Nippon Television andato in onda nel 2010. È basato sull'omonimo romanzo del 2006 scritto da Ira Ishida.

## Trama
Un giorno Taichi, tranquillo e modesto studente universitario, incontra Mioka, una bella ragazza: le loro due personalità non potrebbero essere più differenti e antitetiche, tanto uno è calmo quanto l'altra è esplosiva ed energetica al massimo grado. Taichi ritrova subito in lei tutto ciò che gli manca e sente immediatamente una forte attrazione nei suoi confronti: espansiva, libera, simpatica e sorridente.
Purtroppo al ragazzo sarà presto rivelata una tragica e inaccettabile verità: Mioka ha una malattia cerebrale incurabile, e nessun trattamento può far nulla per salvarla o anche solo portarle sollievo. La bella ragazza, mano a mano che il male progredisce, perde sempre più il controllo del proprio sistema nervoso.
Infine, anche la sua memoria e i bei ricordi dei giorni trascorsi con Taichi lentamente quanto inesorabilmente svaniscono all'interno di una nebbia indistinta. Lo ha sempre saputo, ed il poco tempo che aveva l'ha voluto sfruttare al massimo e al meglio delle sue possibilità. Taichi, il cuore ricolmo di sofferente amore, vuole diventare il testimone vivente della sua amata in questa vita.

## Episodi
| Nº | Titolo italiano (Traduzione letterale) Giapponese 「Kanji」 - Rōmaji | In onda           | In onda |
| Nº | Titolo italiano (Traduzione letterale) Giapponese 「Kanji」 - Rōmaji | Giapponese        |         |
| 1  | Per quanto tempo sarò in grado di vivere? Vita, amore... e famiglia 「私あとどれ位生きられますか? 命と恋…そして家族」 - Watashi ato dore i ikirare masu ka? inochi to koi? soshite kazoku | 10 luglio 2010    |         |
| 2  | Il tempo che rimane della mia vita... Ti amo ma devo dire addio 「命の期限…好きだけどさよなら」 - Inochi no kigen... Suki da kedo sayonara                                                | 17 luglio 2010    |         |
| 3  | Te lo prometto piangendo... Sarò sempre al tuo fianco! 「涙の約束…ずっとそばにいる!」 - Namida no yakusoku... Rutto soba ni iru!                                                          | 24 luglio 2010    |         |
| 4  | La malattia si aggrava... I miei preziosi ricordi se ne vanno 「発症…大切な記憶が消えていく」 - Hasshō... Taisetsu na kioku ga kie te iku                                                 | 31 luglio 2010    |         |
| 5  | Il matrimonio... avere un figlio, tutto ciò che non potrò mai fare 「結婚…出産 私にはできないんだ」 - Kekkon... Shussan watashi ni wa deki nai n da                                       | 7 agosto 2010     |         |
| 6  | Non esiste una cosa peggiore di una vita che non si desidera! 「いらない命なんてないんだよ!」 - Ira nai inochi nante nai n da yo!                                                         | 14 agosto 2010    |         |
| 7  | Un improvviso cambiamento! Sto lentamente perdendo me stessa 「急変! 私が私でなくなっていく」 - Kyūhen! watashi ga watashi de naku natte iku                                              | 21 agosto 2010    |         |
| 8  | Il mio corpo non si muove... La nostra ultima vacanza in famiglia 「体が動かない…最後の家族旅行」 - Karada ga ugoka nai... Saigo no kazoku ryokō                                          | 4 settembre 2010  |         |
| 9  | Sono disperata... Ti prego, poni fine alla mia vita! 「絶望…私の命を終わりにして!」 - Zetsubō... Watashi no inochi o owari ni shi te!                                                     | 11 settembre 2010 |         |
| 10 | L'ultimo ringraziamento della mia vita 「最期の時 この命をありがとう」 - Saigo no toki kono inochi o arigatō                                                                              | 18 settembre 2010 |         |